# 13-й гвардейский пушечный артиллерийский полк
13-й гвардейский пушечный артиллерийский Новгородский полк, также 13-й гвардейский армейский артиллерийский полк воинская часть Вооружённых сил СССР в Великой Отечественной войне.

## История
Полк сформирован путём преобразования 883-го артиллерийского полка 24 марта 1942 года на Ленинградском фронте. На вооружении полка находились 152-мм орудия
В составе действующей армии с 24 марта 1942 по 10 июня 1944 года.
После преобразования оставался на тех же позициях в болотистом лесу близ Погостья и до конца года действует в интересах 54-й армии
В конце 1942 года полк был снят с позиций и передислоцирован на новые позиции, около 50 километров севернее, в район станции Апраксин Пост, на берег реки Назии.
В январе 1943 года полк принимает участие в операции по операции по прорыву блокады, ведёт огонь по опорным пунктам немецких войск в Синявино, Гайтолово, Тортолово, Вороново, Михайловскому, по роще «Круглая», поддерживает огнём 327-ю стрелковую дивизию в районе Гонтовая Липка, Рабочий поселок № 7. Действует у Синявино до начала февраля 1943 года, затем возвращён в 54-ю армию и поддерживает огнём наступающие войска в ходе неудачной Красноборско-Смердынской операции февраля-марта 1943 года, затем до августа 1943 года оставался на прежних рубежах. С августа 1943 года двумя дивизионами поддерживает огнём 8-ю армию в ходе Мгинской операции. После Мгинской операции полк вновь в полном составе в 54-й армии.
В конце 1943 года полк передислоцирован южнее, ближе к Новгороду, где с января 1944 года принимает участие в Ленинградско-Новгородской операции, отличился при освобождении Новгорода, затем участвовал в боях за Лугу и Дно, вышел на подступы к Острову
10 июня 1944 года полк обращён на формирование 35-й гвардейской пушечной артиллерийской бригады

## Подчинение
| Дата            | Фронт (округ)                                              | Армия             | Корпус | Дивизия | Бригада | Примечания                              |
| --------------- | ---------------------------------------------------------- | ----------------- | ------ | ------- | ------- | --------------------------------------- |
| 01.04.1942 года | Ленинградский фронт                                        | 54-я армия        | -      | -       | -       | -                                       |
| 01.05.1942 года | Ленинградский фронт (Группа войск Волховского направления) | 54-я армия        | -      | -       | -       | -                                       |
| 01.06.1942 года | Ленинградский фронт (Волховская группа войск)              | 54-я армия        | -      | -       | -       | -                                       |
| 01.07.1942 года | Волховский фронт                                           | 54-я армия        | -      | -       | -       | -                                       |
| 01.08.1942 года | Волховский фронт                                           | 54-я армия        | -      | -       | -       | -                                       |
| 01.09.1942 года | Волховский фронт                                           | 54-я армия        | -      | -       | -       | -                                       |
| 01.10.1942 года | Волховский фронт                                           | 54-я армия        | -      | -       | -       | -                                       |
| 01.11.1942 года | Волховский фронт                                           | 54-я армия        | -      | -       | -       | -                                       |
| 01.12.1942 года | Волховский фронт                                           | 54-я армия        | -      | -       | -       | -                                       |
| 01.01.1943 года | Волховский фронт                                           | -                 | -      | -       | -       | -                                       |
| 01.02.1943 года | Волховский фронт                                           | 2-я ударная армия | -      | -       | -       | -                                       |
| 01.03.1943 года | Волховский фронт                                           | 54-я армия        | -      | -       | -       | -                                       |
| 01.04.1943 года | Волховский фронт                                           | 54-я армия        | -      | -       | -       | -                                       |
| 01.05.1943 года | Волховский фронт                                           | 54-я армия        | -      | -       | -       | -                                       |
| 01.06.1943 года | Волховский фронт                                           | 54-я армия        | -      | -       | -       | -                                       |
| 01.07.1943 года | Волховский фронт                                           | 54-я армия        | -      | -       | -       | -                                       |
| 01.08.1943 года | Волховский фронт                                           | 8-я армия         | -      | -       | -       | кроме 3-го дивизиона, оставшегося в 54А |
| 01.09.1943 года | Волховский фронт                                           | 8-я армия         | -      | -       | -       | кроме 3-го дивизиона, оставшегося в 54А |
| 01.10.1943 года | Волховский фронт                                           | 54-я армия        | -      | -       | -       | -                                       |
| 01.11.1943 года | Волховский фронт                                           | 54-я армия        | -      | -       | -       | -                                       |
| 01.12.1943 года | Волховский фронт                                           | 54-я армия        | -      | -       | -       | -                                       |
| 01.01.1944 года | Волховский фронт                                           | 59-я армия        | -      | -       | -       | -                                       |
| 01.02.1944 года | Волховский фронт                                           | 59-я армия        | -      | -       | -       | -                                       |
| 01.03.1944 года | Ленинградский фронт                                        | 54-я армия        | -      | -       | -       | -                                       |
| 01.04.1944 года | Ленинградский фронт                                        | 54-я армия        | -      | -       | -       | -                                       |
| 01.05.1944 года | 3-й Прибалтийский фронт                                    | 54-я армия        | -      | -       | -       | -                                       |
| 01.06.1944 года | 3-й Прибалтийский фронт                                    | 54-я армия        |        |         |         |                                         |

## Командиры
- гвардии полковник Седаш - на 1943
- гвардии подполковник Сидоренко Николай Федорович - на 1944 год

## Награды и наименования
| Награда      | Дата       | За что получена                       |
| ------------ | ---------- | ------------------------------------- |
| Новгородский | 21.01.1944 | За отличия при освобождении Новгорода |